# Tjilik Riwut
 (juin 2023).
Si vous disposez d'ouvrages ou d'articles de référence ou si vous connaissez des sites web de qualité traitant du thème abordé ici, merci de compléter l'article en donnant les références utiles à sa vérifiabilité et en les liant à la section « Notes et références ».
Tjilik Riwut (2 février 1918 – 17 août 1987) était Gouverneur du Kalimantan central. Il est Héros national d'Indonésie.